# Ансельмо, Джованни
Джованни Ансе́льмо (итал. Giovanni Anselmo; 1934—2023) — итальянский художник и скульптор, представитель направления «арте повера».

## Биография
Начав творческую деятельность как живописец в 1959—1964 годах, Джованни Ансельмо обратился к концептуальному искусству в 1965 году, а к 1968 году был связан с появлением арте повера. В 1967 году участвовал в первой выставке арте повера «Arte povera — im Spazio» в галерее La Bertesca в Генуе.
В 1965—1968 годах создал серию «без названия», трехмерные объекты, представляющие базовые принципы, такие как энергия и сила. После 1969 года сфокусировался на более абстрактных концепциях, как бесконечность и невидимость. В 1972 и 1982 годах участвовал в выставке documenta в Касселе. С 1974 года инсталляции художника включали проецируемые изображения, рисунки или гранитные камни. В 1992 году получил специальный приз Венецианской биеннале. Крупные ретроспективные выставки художника прошли в 1995 и 1996 годах в Испании и Франции.

## Творчество
Объектом исследования в творчестве Ансельмо были преимущественно основные физические процессы, чей долгосрочный эффект аудитории предлагалось представить. В своих работах Ансельмо использовал естественные и искусственные материалы, обращаясь к тематике природных сил и внутренних свойств материалов, затрагивая вопросы конечного и бесконечного, микрокосма и макрокосма, законы и силы природы — гравитацию, напряжение, магнетизм, энергию. Широкий спектр органических и неорганических материалов, используемых художником, включал овощи, воду, электричество, гранит, железо и пластик в сочетаниях, которые наглядно демонстрировали эти силы. В «Torsion» (1968), например, кожаная петля в бетонном блоке жестко перекручена и закреплена при помощи деревянной планки. Сходным образом в «Без названия» (1967) большой лист плексигласа согнут в тугую форму при помощи железного крепления. В работе «Без названия» (1968), также известной под названием «Eating Structure», головка салата сжимается между большим стоящим блоком гранита и меньшим блоком, закрепленным с помощью проволоки. Если салат высохнет, проволока потеряет напряжение и маленький камень упадет. Скульптура должна быть постоянно «накормлена» свежим салатом.